# 킨텍스로
킨텍스로(Kintex-ro)는 경기도 고양시 일산동구 장항동 킨텍스 나들목과 경기도 고양시 일산서구 대화동 변전소삼거리를 잇는 도로이다. 도로의 이름은 킨텍스가 이 도로명 주소에 속해있는데서 유래되었다.

## 연혁
- 2009년 9월 11일: 도로명으로 킨텍스로를 고시

## 주요 경유지
경기도
- 고양시 일산동구 (장항동), 일산서구 (대화동, 주엽동, 일산동)

## 주요 건물 및 시설
- 킨텍스 제2전시장 (경기도 고양시 일산서구 킨텍스로 217-59)
- 킨텍스 제1전시장 (경기도 고양시 일산서구 킨텍스로 217-60)
- 현대모터스튜디오 고양 (경기도 고양시 일산서구 킨텍스로 217-6)
- 주엽고등학교 (경기도 고양시 일산서구 킨텍스로 341)
- 신일비즈니스고등학교 (경기도 고양시 일산서구 킨텍스로 452)
- 킨텍스역 (경기도 고양시 일산서구 대화동 2607)

## 사진

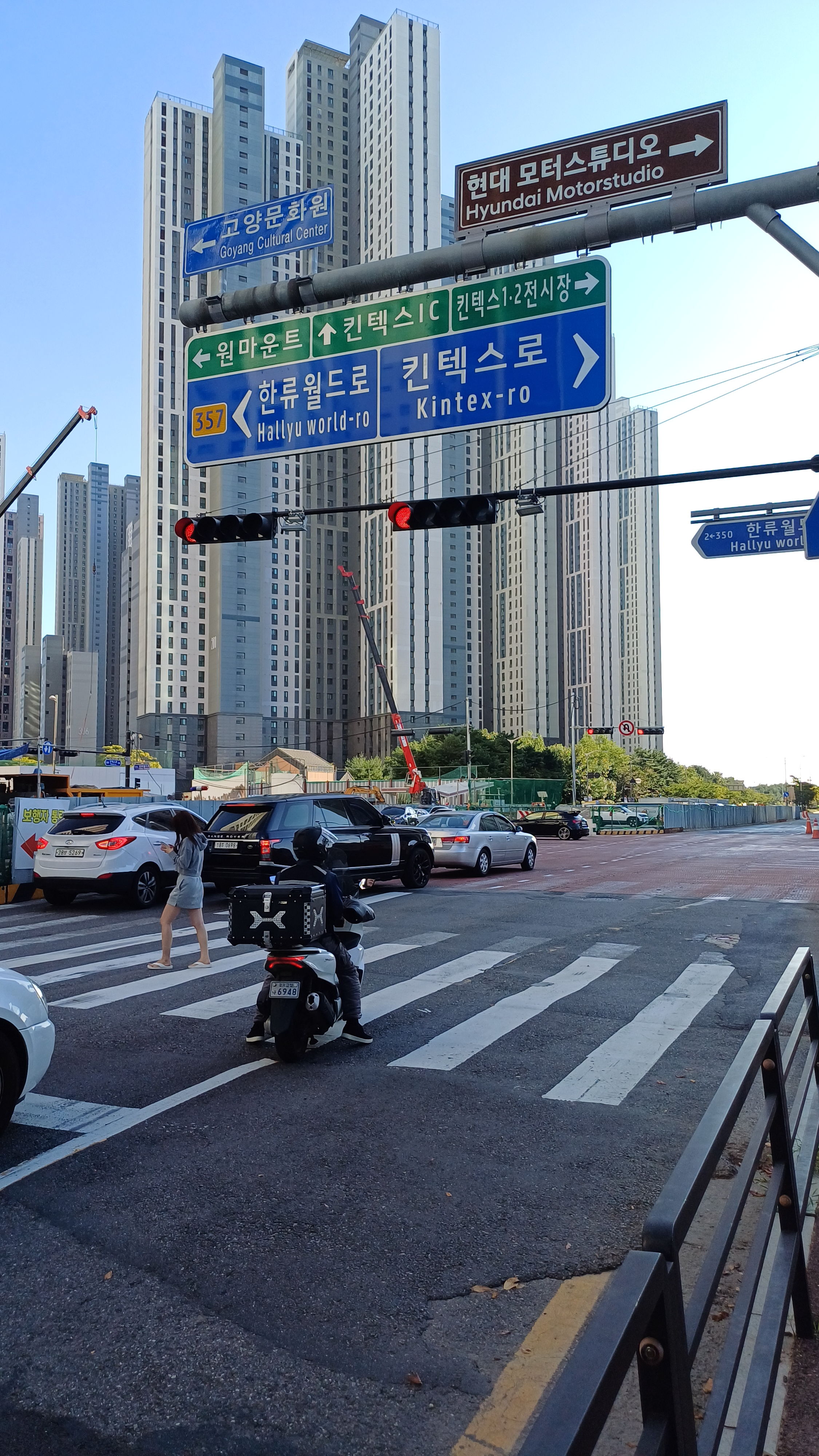
한류월드로 교차지점
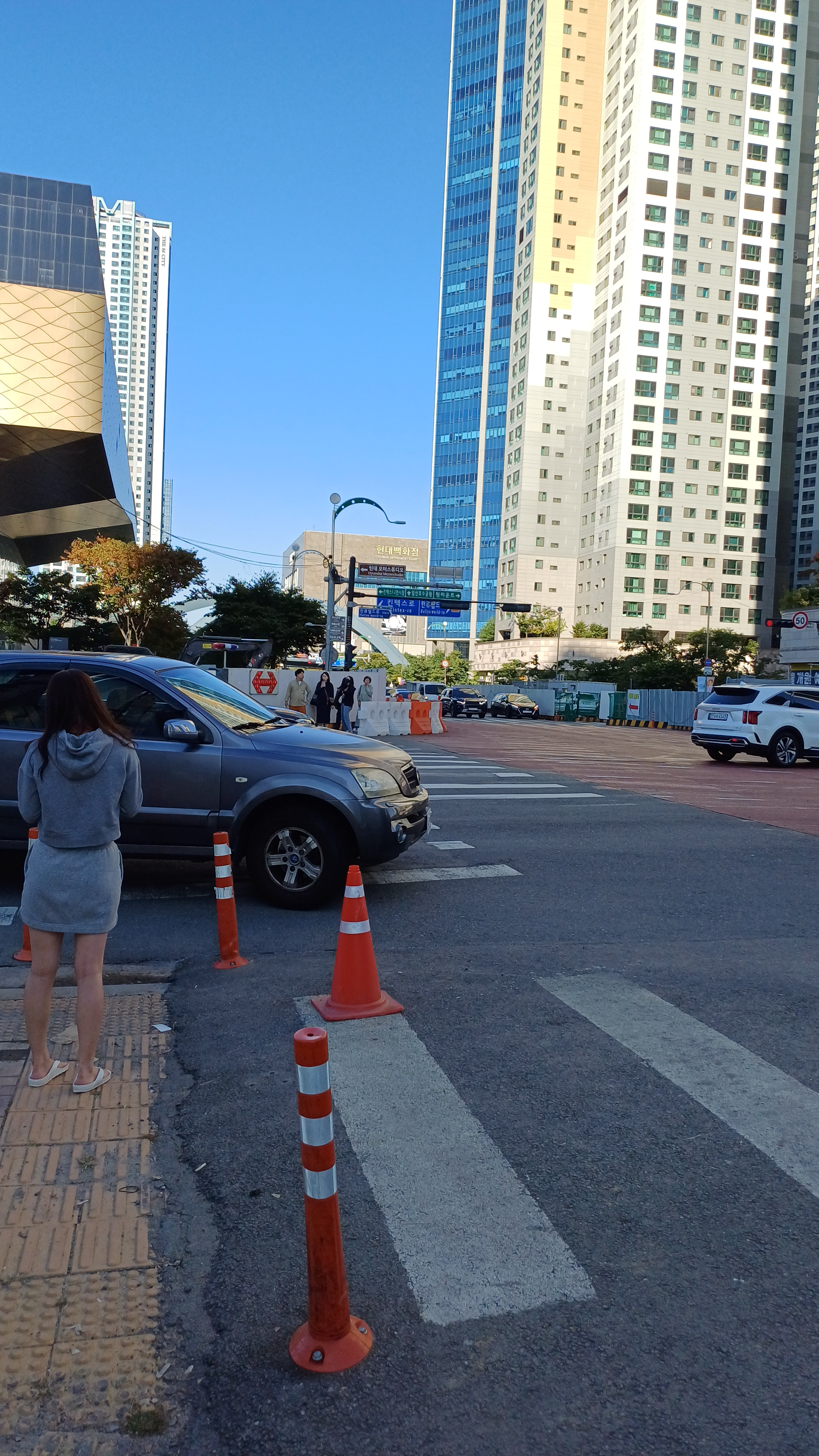
한류월드로 교차지점, 킨텍스역 공사중